# Кутузов (фільм)
«Кутузов» — радянський художній чорно-білий фільм, знятий режисером Володимиром Петровим на кіностудії «Мосфільм» в 1943 році.

## Сюжет
Фільм охоплює події війни 1812 року і розповідає про особистість Михайла Кутузова, князя Смоленського — російського полководця, фельдмаршала, учня Олександра Суворова.

## У ролях
- Олексій Дикий — генерал-фельдмаршал Михайло Іларіонович Кутузов
- Микола Охлопков — генерал від інфантерії Михайло Богданович Барклай-де-Толлі
- Сергій Закаріадзе — генерал від інфантерії Петро Іванович Багратіон
- Володимир Готовцев — генерал від кавалерії Леонтій Леонтійович Беннігсен, начальник Головного штабу
- Микола Тимченко — імператор Олександр I
- Микола Рижов — Волконський
- Семен Межинський — імператор Наполеон Бонапарт
- Євген Калужський — маршал Франції Луї-Александр Бертьє
- Микола Бріллінг — маршал Йоахім Мюрат
- Аркадій Поляков — маршал Луї Ніколя Даву
- Сергій Блинников — генерал від кавалерії Матвій Іванович Платов
- Костянтин Шиловцев — генерал-лейтенант Петро Петрович Коновніцин
- Борис Чирков — Денис Васильович Давидов
- Володимир Єршов — гусар
- Іван Скуратов — солдат Семен Жестянніков
- Михайло Пуговкін — солдат Федя
- Олександр Степанов — маршал Мішель Ней
- Гавриїл Терехов — генерал Батист Лорістон
- Олександра Данилова — Василиса Кожина
- Володимир Уральський — генерал
- Марія Яроцька — селянка
- Михайло Садовський — офіцер
- Володимир Соловйов — французький генерал
- Петро Рєпнін — солдат
- Євген Григор'єв — партизан

## Знімальна група
- Автор сценарію: Володимир Соловйов
- Режисер: Володимир Петров
- Оператор: Борис Арецький, Михайло Гіндін
- Художник: Володимир Єгоров
- Композитор: Юрій Шапорін
- Директор: Яків Анцелович